# Павел из Ржичан
Павел из Ржичан (чеш. Pavel Kavka z Říčan; 1570—1627, Збирог, Чешское королевство) — чешский политический деятель из знатного рода панов из Ржичан. Поддержал антигабсбургское восстание 1618 года, лично участвовал в дефенестрации, стал членом нового чешского правительства (Директории). После поражения был приговорён к смерти, но позже казнь заменили пожизненным заключением. Павла содержали в замке Збирог. В 1627 году он был амнистрирован, вскоре после освобождения умер.
Приблизительно с 1610 года Павел из Ржичан был женат на Сидонии, дочери Вацлава Вратислава из Митровицы.